# یوکی کوراموتو

آلبومRefinement

یوکی کوراموتو (به ژاپنی: 倉本 裕基) (زاده ۱۰ سپتامبر سال ۱۹۵۱) پیانیست و آهنگساز ژاپنی است. او را با نام مینورو کیتانو(北野 實) نیز می‌شناسند. یوکی کوراموتو در شهر سایتاما متولد شد.
او یادگیری پیانو را از سنین پایین شروع کرد. او بعدها در موسسه تکنولوژی ژاپن درس خواند و مدرک کارشناسی ارشد در زمینه فیزیک کاربردی را دریافت کرد. اما او در نهایت موسیقی را انتخاب کرد و تمام تمرکز خود را بر روی پیانو معطوف کرد و تهیه و تنظیم موسیقی‌های کلاسیک و معروفی را انجام داد. او به عنوان یک موسیقیدان حرفه‌ای، علایق خود را از محدوده سبک کلاسیک به آهنگ‌های فولکور و عامه‌پسند سوق داد.
کوراموتو هرگز در هنرستان موسیقی شرکت نکرده و دانش خود را بیشتر از مطالعه شخصی بدست آورده است. او اولین آلبوم خود را در سن ۳۵ سالگی منتشر کرد و تا کنون ۱۸ آلبوم را منتشر کرده است. سبک موسیقی کوراموتو تاثیر آهنگسازان مختلف از دوران‌های متفاوت را در آثارش نشان می‌دهد، از برجسته‌ترین این آهنگسازان می‌توان به راخمانینف، شوپن و راول اشاره کرد.

## برخی از آلبوم‌ها
Romance
Meditation
Paris In Winter
Lonely sailing
Lake Louise
Adieu
Dawn
In An Old Castle
Virgin road
Appassionato
At A Path
Sonnet of the sea
invitation to sweet dream
In a Beautiful Season
calming island